# Renaixement nacional búlgar
El renaixement nacional búlgar búlgar: Българското национално възраждане Bàlgarskoto natsionalno vazràjdane o simplement Vazràjdane búlgar: Възраждане,) és un període del moviment d'alliberament nacional dels búlgars envers l'Imperi Otomà. S'inicia al segle xviii, segons alguns amb el primer escrit sobre història búlgara de Païssii de Hilendar, i continua durant més d'un segle fins a l'alliberament de Bulgària el 1878. És un període de canvis fonamentals en totes les esferes social, econòmica, política i cultural de la vida.
Els canvis en l'àmbit cultural i espiritual van en dues direccions principals: el nou moviment educatiu búlgar i la lluita per la separació eclesiàstica. El desig d'alliberament de l'educació i la cultura de període hel·lenístic, i la posada en fonament d'una nova cultura material i espiritual. Un aspecte essencial d'aquest procés és la lluita contra el poder de l'Església Ortodoxa de Constantinoble per aconseguir la independència de l'església búlgara.
Els profunds canvis en la societat portaran al despertar i l'aixecament dels búlgars per aconseguir la restauració de l'estat búlgar. Les seves fronteres ètniques abastaven els territoris de Mèsia, Tràcia i Macedònia, amb un únic llenguatge literari i parlat, una consciència comuna renovada i una tradició cultural unificada.

## Context històric

### Orígens
La revolta grega en contra de l'Imperi Otomà, començada en 1821, també va influir en la limitada classe culta de Bulgària. La influència grega va ser, però, limitada pel ressentiment general dels búlgars pel control grec de l'església búlgara, i fou el desig de recuperar una església búlgara independent el que primer va despertar el sentiment nacionalista búlgar. Quan alguns búlgars van amenaçar amb abandonar l'Església ortodoxa i formar-ne una de búlgara, lleial al papa de Roma, els russos van intervenir amb el sultà. En 1870 va ser creat, per un decret del sultà, un exarcat búlgar i el primer exarca (Antim I) es va convertir en el líder natural de la nació emergent. El patriarca de Constantinoble va reaccionar excomunicant l'exarcat búlgar, fet que va reforçar la voluntat d'independència.
Una altra font de despertar nacional búlgar va ser la visió nacionalista romàntica d'un poble que compartia tradicions orals i pràctiques. Aquestes idees venien reforçades per l'obra de Johann Gottfried Herder, en particular, pels eslavòfils russos i pel model del nacionalisme serbi sota l'estímul d'erudits com Vuk Stefanović Karadžić. A Bulgària, l'estudiós i editor periodístic Liuben Karavèlov van tenir un paper important en recopilar i publicar les tradicions orals i comparar-les amb les tradicions d'altres pobles eslaus.

### Revolta d'abril

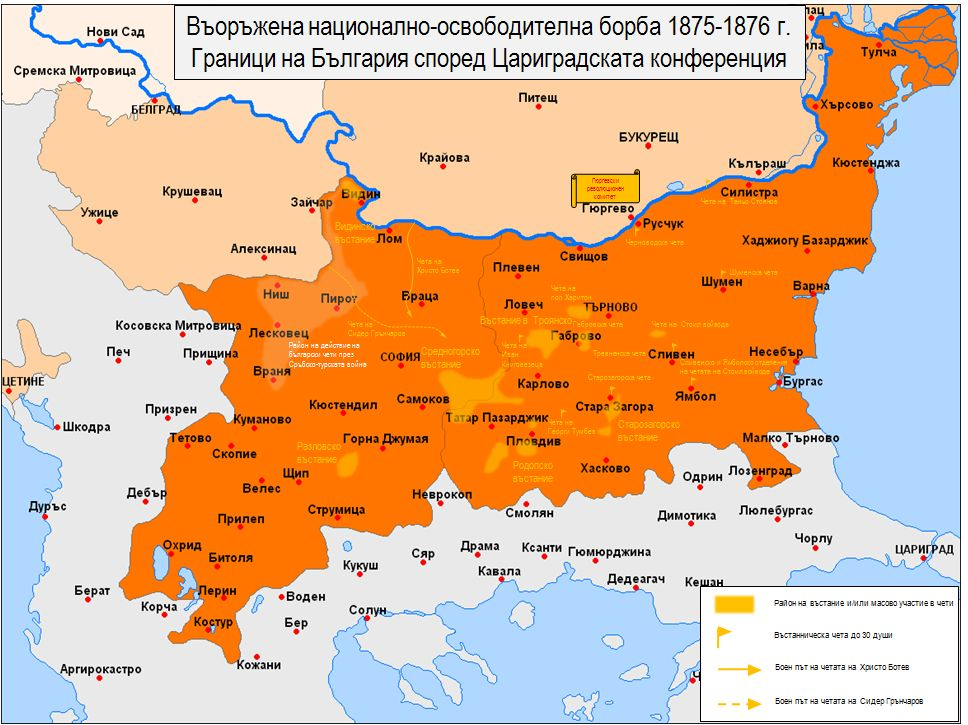
Mapa de l'aixecament de 1875-1876

A l'abril de 1876 els búlgars van dur a terme l'alçament del mes d'abril. Va ser organitzat per Comitè Central Revolucionari de Bulgària i inspirat per les insurreccions a Bòsnia i Hercegovina l'any anterior. L'aixecament va ser confinat a la regió de Plòvdiv, en alguns districtes del nord de Bulgària, Macedònia i a la zona de Sliven. La revolta va ser brutalment esclafada pels otomans que van utilitzar les tropes irregulars forasteres anomenada baixi bozuqs. Molts pobles van ser saquejats i unes 12.000 persones van ser assassinades, la majoria d'ells insurgents de la ciutat de Batak, Pèruixtitsa i Bratsígovo a la zona de Plòvdiv. Les matances van despertar gran reacció pública per part dels liberals europeus, com ara William Gladstone, que va llançar una campanya contra els "horrors búlgars." La campanya va ser recolzada per molts intel·lectuals europeus i figures prominents com Garibaldi, Charles Darwin, Oscar Wilde i Victor Hugo.

### Conferència de Constantinoble

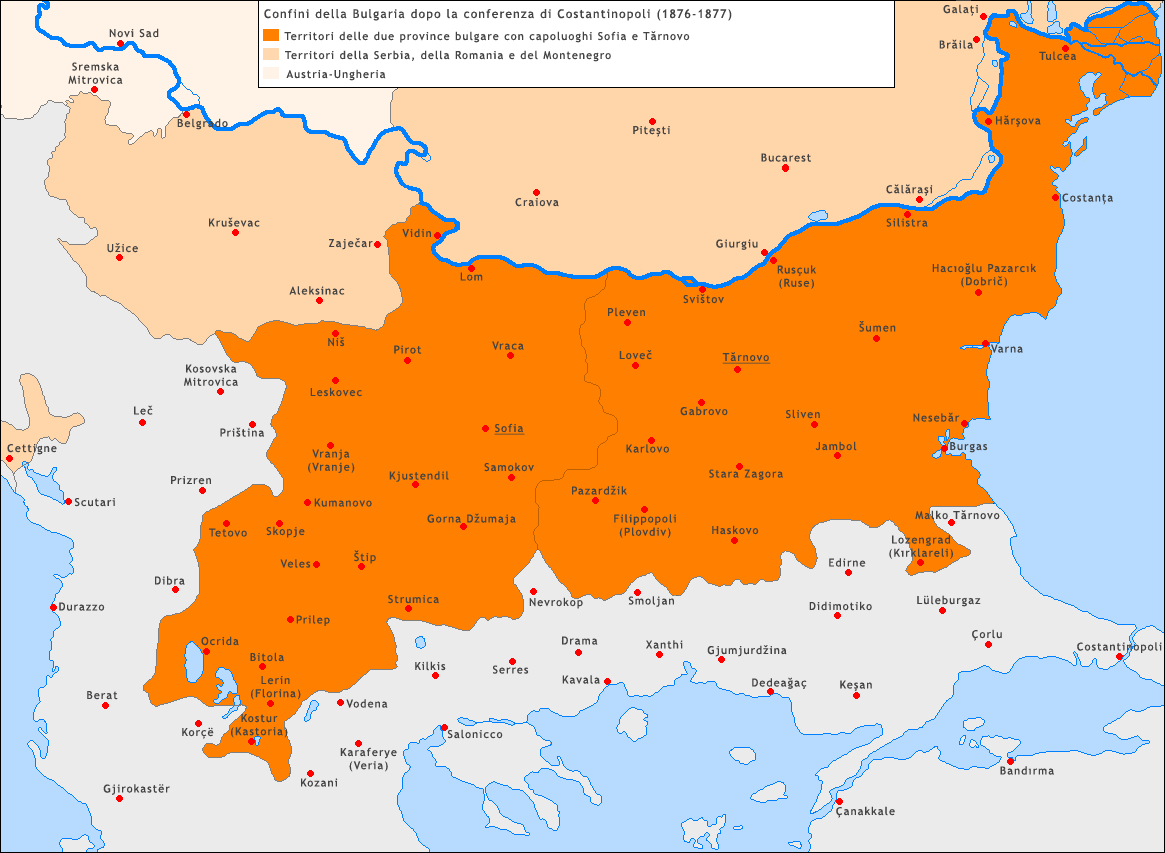
Bulgària després de la Conferència de Constantinoble, 1877

En qualsevol cas, la reacció més forta prové de l'Imperi Rus. L'enorme ressò en l'escena internacional que la revolta d'abril havia causat a Europa va donar als russos la tan esperada possibilitat de complir els seus objectius a llarg termini respecte a l'Imperi Otomà. Els intents russos, que es van centrar a reforçar les diferències i contradiccions entre les grans potències europees, havien conduït a la Conferència de Constantinoble, celebrada al desembre de 1876 a la capital otomana. La conferència va comptar amb la presència de delegats de Rússia, Gran Bretanya, França, Àustria-Hongria, Alemanya i Regne d'Itàlia i es va suposar que conduiria a una solució pacífica i duradora a la qüestió búlgara.
Rússia va insistir en la inclusió de tots els territoris habitats per búlgars a Macedònia, Mèsia, Tràcia i Dobrudja en el futur estat búlgar, mentre que el Regne Unit, temorós que una gran Bulgària pogués convertir-se en una amenaça per als interessos britànics en els Balcans, preferia un estat búlgar menor, les fronteres quedaran al nord dels Balcans. No obstant això, els delegats van acordar un compromís, que excloïa el sud de Macedònia i Tràcia i no va permetre l'accés a l'Egeu a Bulgària, sinó que va incorporar totes les altres regions habitades pels búlgars. Finalment, però, els otomans van rebutjar la proposta amb el suport secret de la Gran Bretanya.

### Guerra russoturca (1877-1878)

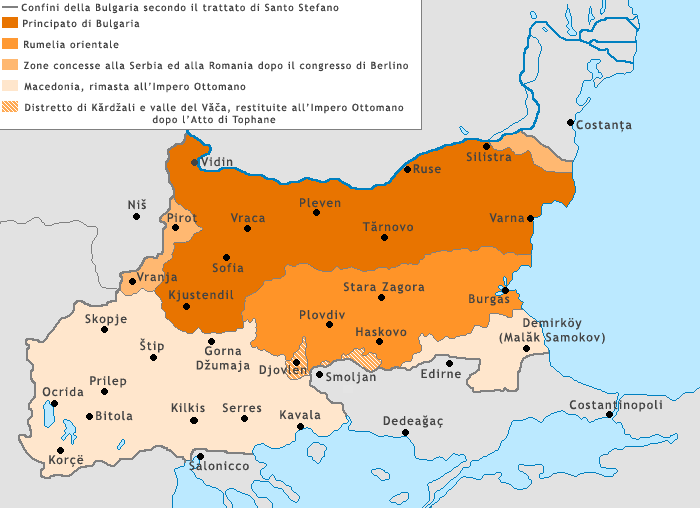
Fronteres de Bulgària d'acord amb el Tractat de San Stefano de 3 de març 1878

En tenir la seva reputació en joc, Rússia no tenia més remei que declarar la guerra a l'Imperi Otomà a l'abril de 1877. L'exèrcit romanès i un petit contingent d'exiliats búlgars van lluitar al costat dels russos que avançaven. Els russos i els romanesos van poder infligir una derrota decisiva als otomans a la batalla del Pas de Xipka i al setge de Plèven, tant que el gener de 1878 havien ocupat una gran part de Bulgària. Així, van aconseguir dictar els termes de rendició al sultà i en el tractat de San Stefano van proposar la creació d'un gran estat búlgar, que incloïa totes les terres poblades pels búlgars. El sultà no estava en condicions de protestar, però les altres potències no volien el desmembrament de l'Imperi Otomà i la creació d'un gran estat filorús als Balcans.

### Tractat de Berlín

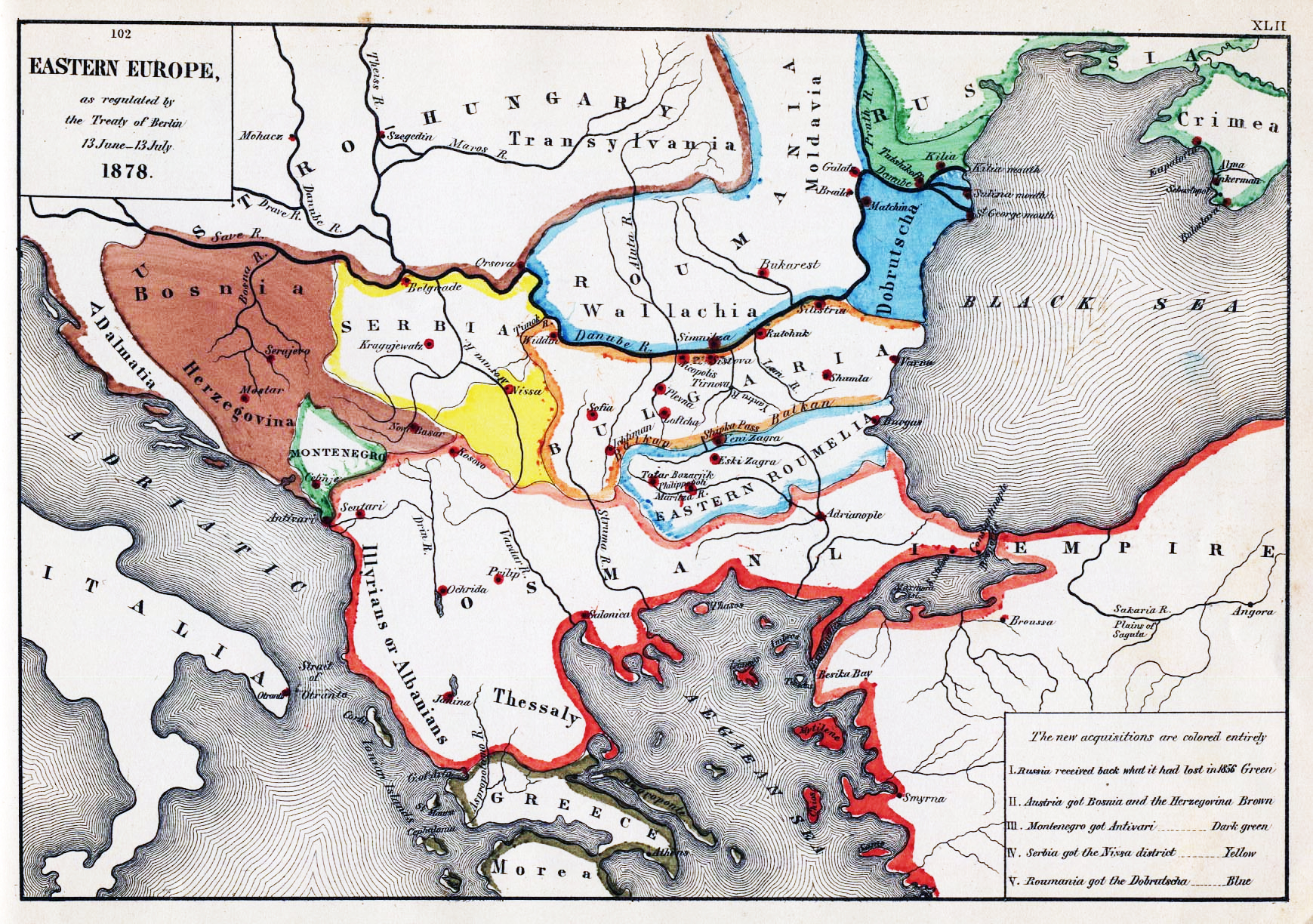
Sud-est d'Europa després del Congrés de Berlín

Com a resultat, el Tractat de Berlín (1878), sota la supervisió de l'alemany Otto von Bismarck i de l'anglès Benjamin Disraeli, revisa les posicions de l'anterior tractat. Molts territoris búlgars van ser retornats a l'imperi (part de Macedònia i Tràcia), mentre que uns altres van ser assignats a Sèrbia i Romania. Es va crear un Principat de Bulgària, entre el Danubi i la serralada dels Balcans (Stara planinà), ubicat a l'antiga capital búlgara de Veliko Tàrnovo i Sofia. Aquest estat havia de romandre sota una sobirania otomana nominal, però havia de ser governat per un príncep escollit per un congrés de notables búlgars i aprovat per les grans potències. Aquest últim va insistir que el príncep no pogués ser rus, però en compromís, va ser escollit Alexandre de Battenberg, un nebot del tsar Alexandre II de Rússia.
Entre la línia de Stara planinà i les muntanyes Ròdope, que s'estén 50 quilòmetres al nord de la frontera actual entre Bulgària i Grècia, es va crear la província de Rumèlia Oriental. Amb capital a Plòvdiv, va romandre sota sobirania otomana, però va ser governada per un governador cristià designat pel sultà amb l'aprovació de les grans potències. Aquest territori híbrid va ser governat per Aleksàndar Bogoridi durant la major part de la seva curta existència.

## Límits i periodització
Límit inferior

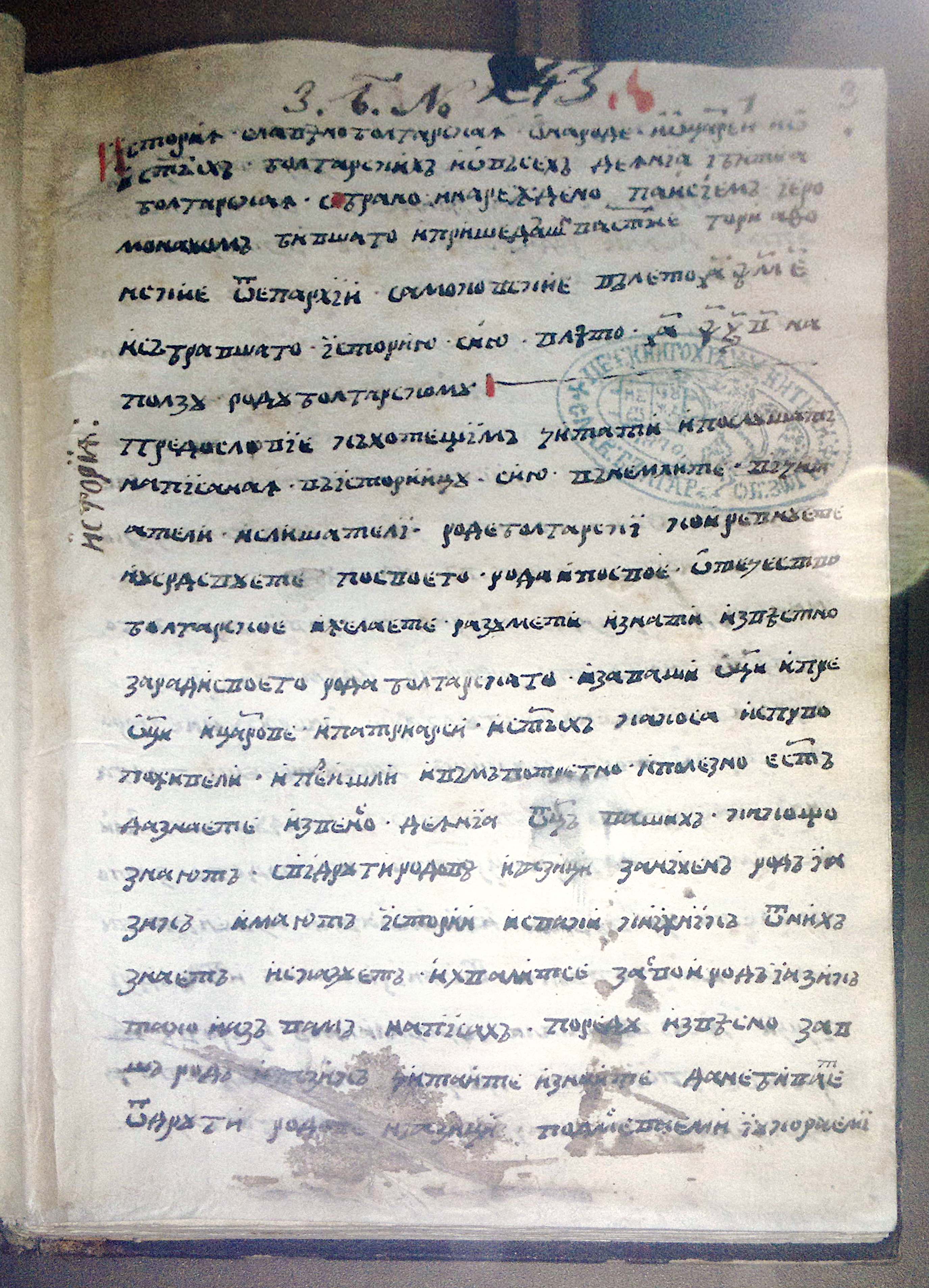
Primera pàgina de l'original d'Istòria Slavianobolgàrskaia escrit per Païssi de Hilendar.

En el passat, el límit inferior del renaixement búlgar fou una qüestió molt discutida. D'acord amb els renaixentistes búlgars, comença als anys 20 del segle xix. Més tard Marín Drínov va expressar l'opinió que el Renaixement s'inicia amb Païssi Hilendarski i la redacció de la seva Istòria Slavianobolgàrskaia ("Història eslavobúlgara"). Posteriorment Hristo Gàndev va traslladar el límit inferior fins a principis del segle xvii. En la historiografia moderna se suposa que el començament del Renaixement búlgar va començar amb els primers processos clars de desintegració de l'Imperi Otomà, especialment amb l'aparició del kardjalisme.
Límit superior
El final de l'època del Renaixement comença amb l'Alliberament de Bulgària el 1878, la Unificació el 1885, però el procés de Renaixement búlgar continuà posteriorment entre els búlgars a Macedònia i Edirne, i acabà amb les guerres dels Balcans el 1912 – 1913.
Periodització interna
Es pot dividir en tres períodes:
1. El Renaixement primerenc – a partir del segle xviii i el principi del segle XIX;
2. Les reformes en l'Imperi Otomà en els anys 20 a 50 del segle xix fins a la Guerra de Crimea (1853 – 1856);
3. Des de la Guerra de Crimea a l'Alliberament de Bulgària el 1878.

El Renaixement búlgar no va acabar amb l'establiment d'un estat búlgar en 1878. En aquella època, molts dels renaixentistes que havien passat anys de dures proves, estaven vius i actius. És cert que el motor més gran del moviment d'alliberament, Vassil Levski, havia perdut la vida pocs anys abans. Però el Renaixement romania, tal com està escrit en les obres de Zahari Stoiànov, que és un d'ells. I aquestes renaixentistes participen activament en la governança del jove estat. Stèfan Stambolov és un d'ells i ho paga amb la seva vida. Zahari també.
Aquest període està relacionat amb l'eliminació del Renaixement del govern: és l'era de la dinastia Saxe-Coburg.
La fita més significativa dels búlgars després de 1878 fou la unificació de Bulgària en 1885, quan tots ells s'havien oposat a aquest cas, però els renaixentistes búlgars van aconseguir un gran avantatge per a Bulgària mercès a la guerra serbobúlgara.

## Llengua literària
El procés de formació i afirmació d'una sola llengua literària nacional va tenir un paper important en el desenvolupament de la literatura renaixentista en la primera meitat del segle xix. Aquest procés comença a l'inici de la formació de la consciència nacional búlgara, però en el curs del moviment educatiu i especialment amb l'aparició de la premsa escrita, la qüestió del caràcter de la llengua literària va atreure l'atenció de tot els intel·lectuals renaixentistes. Les disputes sobre el destí de la llengua literària van conduir a la formació de tres corrents: eslau eclesiàstic, eslau búlgar i nou búlgar, i els representants de l'últim corrent (Pètar Beron, Vassil Aprílov, Nàiden Guérov, etc.) van aconseguir el seu punt culminant a la meitat del segle xix, a través de la creativitat d'escriptors, publicistes, periodistes i llibreries famoses, basats tots ells en el dialecte búlgar oriental, amb el qual van formar finalment la imatge de la moderna llengua literària búlgara.

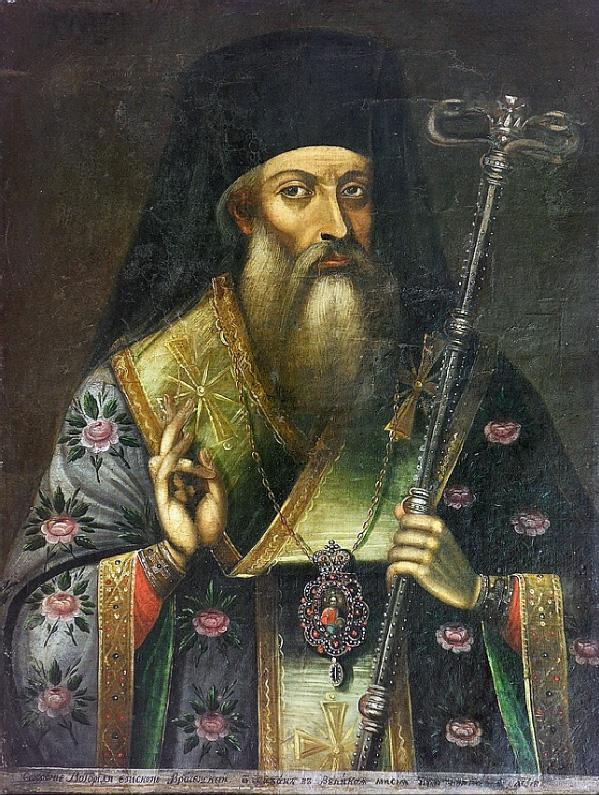
Sofroni de Vratsa

Un impuls per al desenvolupament de la literatura búlgara del Renaixement prové de la impressió búlgara de llibres. Després de l'aparició del llibre Nedèlnik de Sofroni de Vratsa en 1806, el llibre imprès búlgar va entrar de manera tangible en la vida dels búlgars il·lustrats. La majoria dels llibres búlgars del segle xix fins a l'Alliberament s'imprimeixen a l'estranger (principalment a Romania, Sèrbia, Rússia) o a Constantinoble, però en els anys 30 del segle xix es van intentar obrir impremtes a Tessalònica i Sàmokov. Més tard es van imprimir llibres búlgars a Russe, Svixtov i Sàmokov.

## Literatura
La literatura creada durant el període de Renaixement búlgar és part de la nova literatura búlgara. Es diferencia de la literatura medieval per la llengua i pels problemes, gèneres i arts.
A la primera meitat del segle xix es destaquen algunes de les noves tendències de gènere en la vida literària búlgara. Per a les necessitats educatives, l'anomenada "Poesia de dansa". També hi ha un llibre de text especial, que se centra en els principals esforços de la intel·lectualitat del Renaixement. Entre els noms dels escriptors d'aquest tipus de literatura es troben els de Pètar Beron, Neòfit Rilski, Emmanuïl Vaskídovitx, Konstantín Fòtinov, Hristaki Pavlòvitx, Bòtio Petkov. Inicialment, els esforços dels llibres de text es van dirigir a la traducció i adaptació de models estrangers, principalment d'origen rus, grec o serbi, però a poc a poc el contingut dels llibres de text del Renaixement difereix. A més de les gramàtiques obligatòries del segon quart del segle xix, es publiquen llibres de text sobre història, geografia, física, matemàtiques. Aquesta tendència persisteix després de la guerra de Crimea, quan Petko Slavèikov, Dobri Voiníkov, Tòdor Xíxkov, Khristo Bòtev i altres van participar en la preparació i publicació de llibres de text.

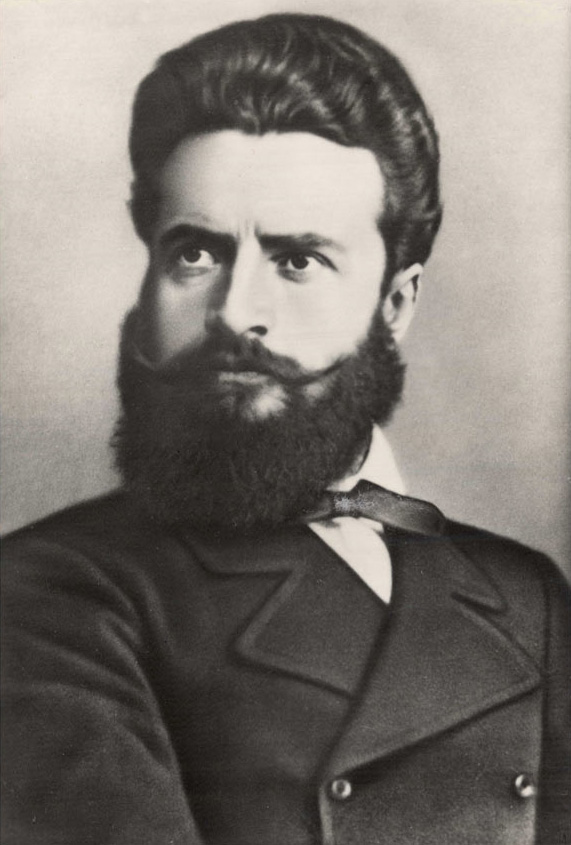
Khristo Bòtev

En el període posterior a la Guerra de Crimea, la literatura renaixentista va experimentar un nou auge. La diversitat de gènere és cada vegada més gran. La presència de l'autor s'intensifica, i enriqueix les tendències artístiques. La part predominant de la vida literària rau en la poesia, que està present en totes les seves variants, des de la cançó lírica fins al poema (Naiden Guèrov, Dobri Txintúlov, Petko Slavèikov). Gueorgui Rakovski, que va publicar el 1857, el poema "Viatger del bosc" búlgar: Горски пътник Gorski pàtnik, Grigor Parlítxev, que va guanyar el 1860, amb el poema "El serdar" búlgar: Сердарят Serdariat el primer premi de la competició poètica anual d'Atenes, Konstantín Miladínov, Raiko Jinzífov, Liúben Karavèlov ("Ets bella" búlgar: Хубава си, "El meu bosc" búlgar: моя горо, "Els anys passen" búlgar: Преминуват годините) Batxo Kiro, Elena Múteva. El cim més alt de la poesia renaixentista arriba amb la creativitat de Stèfan Stambolov i Khristo Bòtev. Les primeres temptatives poètiques en l'Alliberament són realitzades per Ivan Vàzov.
En els anys 60 del segle xix, les obres de Vassil Drúmev, Ilià Blàskov i Liúben Karavèlov van marcar el principi del desenvolupament independent de la ficció búlgara. En 1860 Vassil Drúmev va publicar la història "Família infeliç" búlgar: Нещастна фамилия. Gairebé al mateix temps, Ilià Blàskov publica "Stanka perduda" búlgar: Изгубена Станка. Posteriorment Karavèlov va escriure "El nen de la mama" búlgar: Мамино детенце, "Voivoda" búlgar: Войвода, "Neda" búlgar: Неда, "Hadjí Nitxo" búlgar: Хаджи Ничо, "La maledicció del destí" búlgar: Крива ли е съдбата - novel·les en les que va llegar a les generacions futures els millors exemples de la ficció renaixentista.
Després de la Guerra de Crimea, va néixer la dramatúrgia búlgara. Els primers passos es van fer en forma de breus diàlegs presentats als exàmens anuals de l'escola. Posteriorment, va començar la bulgarització d'obres estrangeres, com ho fa Sava Dobroplodni amb l'obra "Mihal Miskohed". - que va marcar el començament del teatre búlgar.
En 1857, va aparèixer la primera obra búlgara original: "El bisbe de Lòvetx o el conflicte del rellotger de Lòvtex", búlgar: Ловчанският владика или беля на ловчанският сахатчия, una comèdia escrita per Teodossi Ikonòmov, que exposa la lubricitat del clergat grec. Més endavant en el camp del drama s'expressen Dobri Voiníkov i Vassil Drúmev. L'interès del Renaixement búlgar en la literatura també s'expressa en l'expansió de l'activitat de la traducció, en el desenvolupament independent de la crítica literària, en l'establiment d'una professió activa d'escriptor de llibres que, juntament amb els professors i el clergat, defineixen la intel·liguèntsia renaixentista.

## Premsa

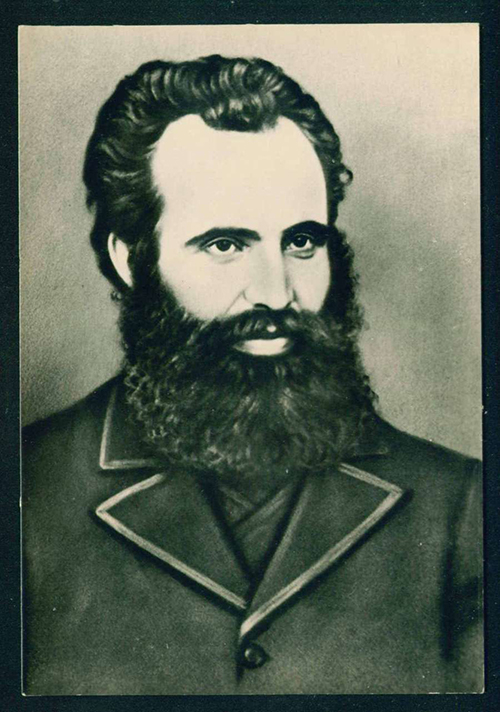
Liuben Karavèlov

Els anys 40 del segle xix marcaran l'inici de les publicacions periòdiques búlgares. Els primers passos van ser realitzats per Konstantín Fòtinov amb la revista "Luboslóvie", búlgar: Любословие (Esmirna, 1842 i 1844). En 1846, a Leipzig es va començar a publicar el primer periòdic búlgar Bàlgarski oreld'Ivan Bogorov. A partir de 1848 es va començar a publicar a Istanbul el periòdic Tsarigradski véstnik búlgar: Цариградски вестник. En total, fins a l'Alliberament, el nombre de diaris i revistes búlgars supera els 90, i la professió de periodista és exercida per unes 133 persones. Als anys posteriors a la Guerra de Crimea, les publicacions periòdiques s'han diversificat, i apareixen publicacions especialitzades en educació, ciència, política, comerç i artesanies. Millora l'aspecte i augmenta l'interès de la gent en la premsa.
Els periòdics i revistes del Renaixement s'imprimeixen en 16 punts, amb una proporció més alta a Istanbul - "Macedònia" búlgar: Македония i "Gaida" búlgar: Гайда de Petko Slavèikov, "Pravo" búlgar: Правоi "Vek" búlgar: Век de Marko Balabànov, el periòdic uniata "Bulgària" búlgar: България, el periòdic proturc "Turquia", búlgar: Турция, el probritànic "Hora de l'Est" búlgar: Източно време Íztotxno vreme i altres. Entre els periòdics dels emigrants destaquen les publicacions búlgares "Llibertat" búlgar: Свобода Svobodà i "Independència" búlgar: Независимост Nezavíssimost de Liúben Karavèlov, "Bàduixtnost" búlgar: Бъдущностi "Branítel" búlgar: Бранител de Gueorgui Rakovski, "Zname" búlgar: Знамеde Khristo Bòtev, "Narodnost" búlgar: Народност del Comitè 
Central Secret Búlgar
Otètxestvo búlgar: Отечество de la "Companyia virtuosa" i altres,
Edicions separades s'imprimeixen en Belgrad - Dúnavski lebed búlgar: Дунавски лебедde Rakovski, a Brăila - Dunavska zora búlgar: Дунавска зора de Dobri Voiníkov i Duma na balgàrskite emigranti búlgar: Дума на българските емигрантиde Khristo Bòtev, i a Russe s'edita el diari del vilayet "Dunav" búlgar: Дунав "Danubi", en turc i búlgar.

## Ciència

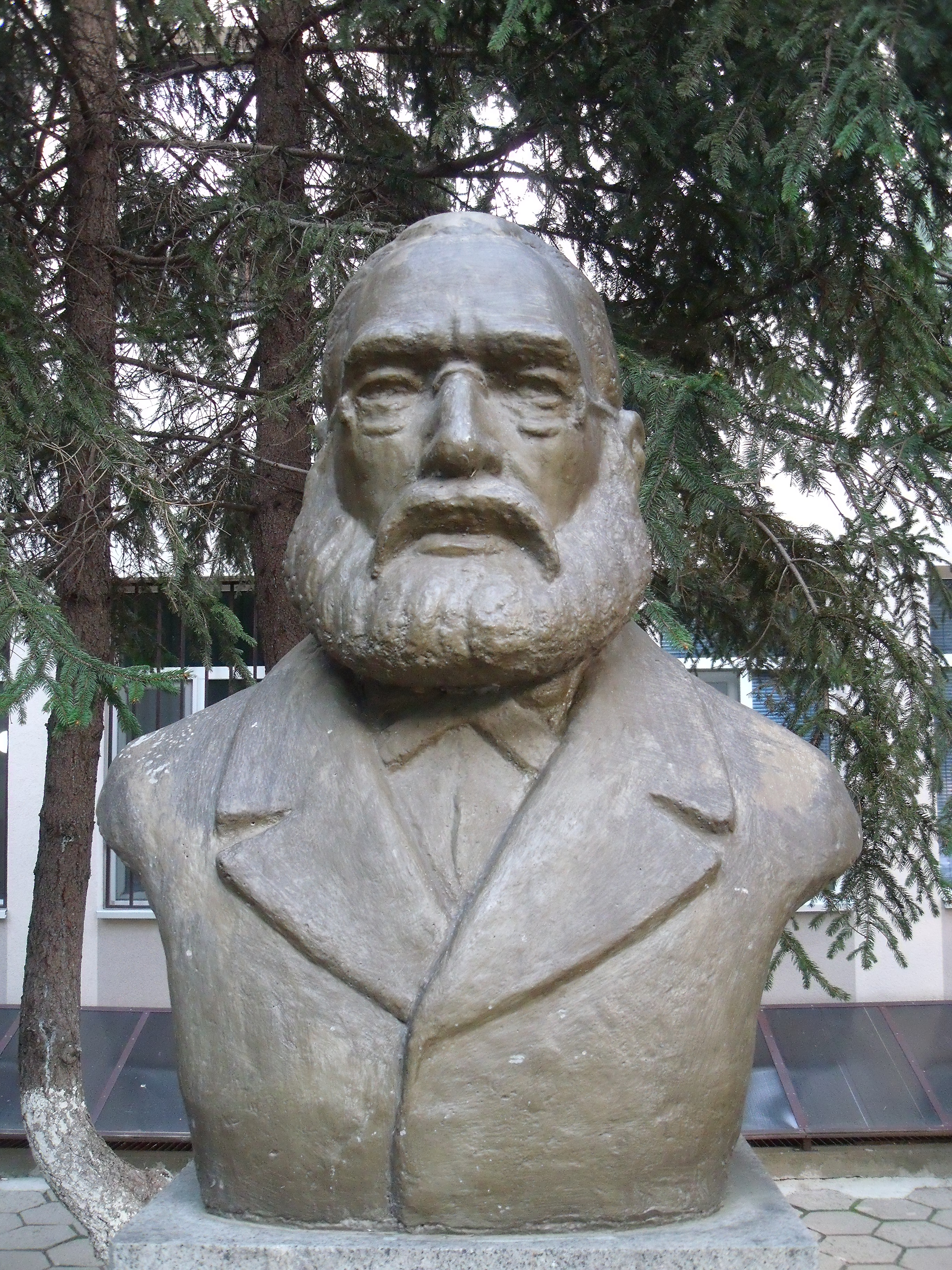
Ivan Seliminski

Durant el període del Renaixement, els búlgars també van dedicar la seva atenció al camp científic. Tot i que modestes, sovint sense originalitat, aquestes activitats tenen un paper important en la construcció de la nova cultura búlgara i la difusió de la ciència europea moderna. Les majors fites assolides pels búlgars durant el Renaixement búlgar es donen en la recerca del seu passat. Primer Païssi Hilendarski, i després d'ell, altres activistes del Renaixament Nacional dirigeixen el seu interès envers la història i fan cerques específiques de monuments antics. Apareixen reconeguts llibres de text, obra de Hristaki Pàvlovitx ("Tsarstvènik ili istòria bolgàrskaia" búlgar: Царственик или история болгарская de 1844), Dobri Voiníkov i Tòdor Xíxkov. A mitjans de segle, els primers historiadors búlgars professionals - Spiridon Palàuzov i Marín Drinov - van començar a publicar els seus escrits.
Es duen a terme tímids intents de recerca en el camp de la filosofia (Petar Beron, Ivan Seliminski, Marko Balabànov), la lingüística (Ivan Momtxílov, Naiden Guérov), les ciències naturals (P. Beron, llibres traduïts sobre química, física, zoologia, preparats per E. Éntxev, N. Guérov, I. Guiúzelev, V. Stoìànov, etc.). El setembre del 1869 a Brăila, es crea la Societat literària búlgara, búlgar: Българско книжовно дружество Bàlgarsko knijovno drújestvo,que té com a objectiu "difondre l'educació universal entre la gent de Bulgària i mostrar-li el camí envers el seu enriquiment substancial". Per difondre les seves activitats, la Societat va començar a publicar la revista científica especialitzada Perioditxno spissànie, búlgar: Периодично списание

## Art

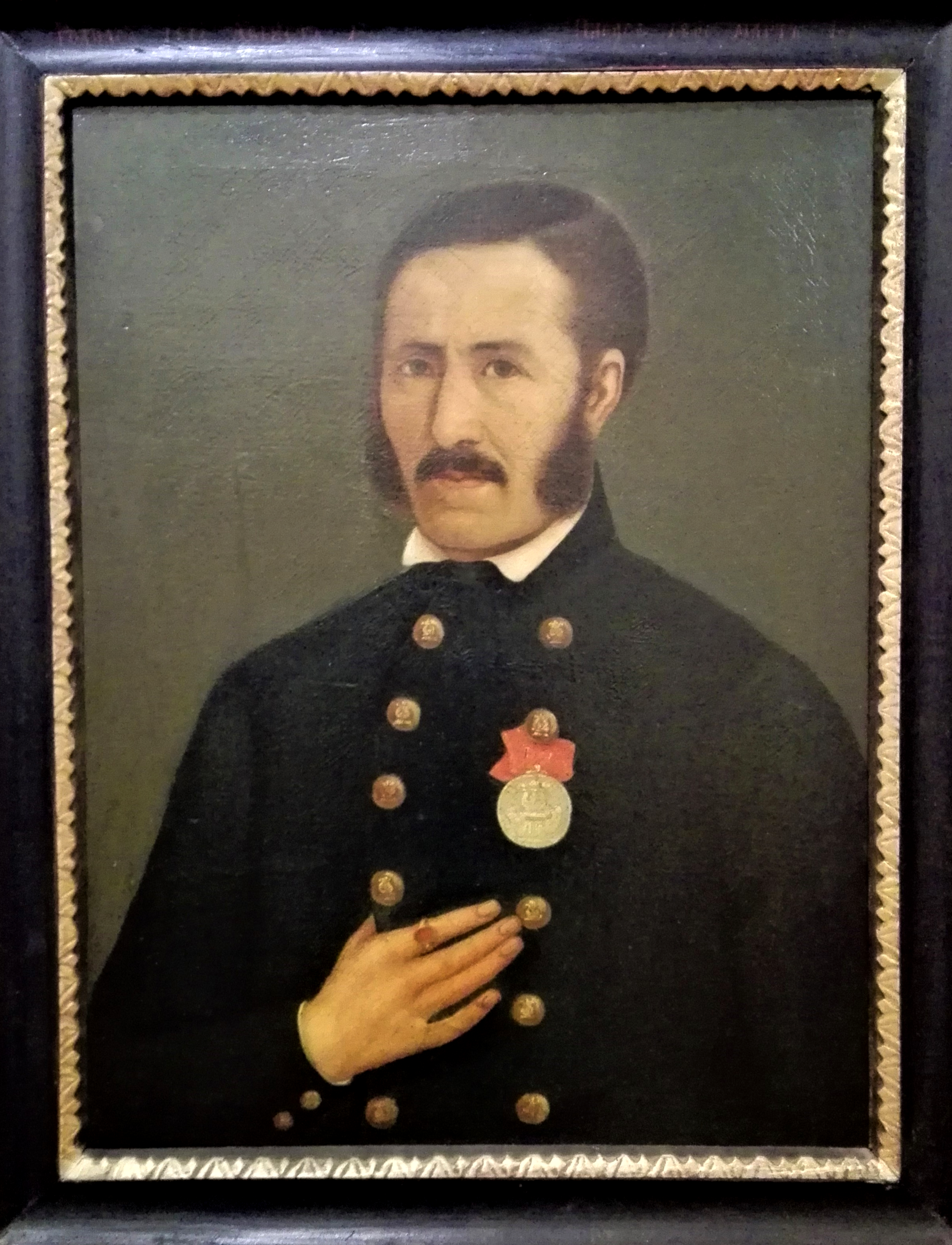
Stanislav Dospevski

El renaixement cultural general en la societat búlgara del Renaixement deixa signes visibles en el desenvolupament de les arts i oficis habituals: pintura, música i arquitectura. Les escoles de talla de fusta i pintura que es van distingir durant l'època renaixentista van sobreviure als segles xviii i XIX. Especialment famoses són les escoles artístiques de Triavnan, Bansko i Sàmokov. A poc a poc, entre els pintors es dona un interès per la pintura secular. Apareixen els primers retrats (Zahari Zograf) segueix el desenvolupament dels artistes gràfics (Nikolai Pàvlovitx, Gueorgui Dàntxov). En els anys posteriors a la Guerra de Crimea, apareixen pintors amb formació acadèmica (Stanislav Dospevski, un graduat de l'Escola de Pintura, Escultura i Arquitectura de Moscou i de l'Acadèmia de les Arts de Sant Petersburg; Nikolai Pàvlovitx va estudiar a Múnic; Hristo Tsòkev es va graduar a Moscou).
El progrés dels anys 50 i 70 del segle xix s'aconsegueix en el camp de la música. Amb l'enfortiment de la consciència nacional i l'enfortiment del Renaixament Nacional de Bulgària, el paper de la cançó popular creix. G. Rakovski, L. Karavèlov i P. Slavèikov estudien a propòsit i graven cançons populars, mentre que els germans Dimítar i Konstantín Miladinovi publiquen les cançons populars búlgares de Macedònia. Comença la formació de cors i orquestres estudiantils, i s'inicia la cançó urbana i revolucionària. Les cançons de Dobri Txintúlov, Liúben Karavèlov i Stèfan Stambolov adquireixen un reconeixement especial. El 1856, a Xúmen, Lom i Svixtov, s'inicia l'activitat del txitàlixte. Al mateix temps, s'organitzen les primeres representacions teatrals, es creen biblioteques escolars, i societats estudiantils i femenines.
Aquests esdeveniments afavoreixen el desenvolupament de les noves tendències culturals en la vida dels búlgars del Renaixement i tenen un impacte decisiu en la construcció de la nova cultura búlgara. Això, al seu torn, té un paper important en la renovació espiritual de la societat búlgara i en la formació final de la imatge de la nació búlgara..

## Activistes del Renaixement
- Vassil Aprílov (Васил Априлов)
- Pètar Beron (Петър Берон)
- Neòfit Bòzveli (Неофит Бозвели)
- Marín Drínov (Марин Дринов)
- Aleksàndar Eksarh (Александър Екзарх)
- Konstantín Fòtinov (Константин Фотинов)
- Naiden Guèrov (Найден Геров)
- Ioakim Grúev (Йоаким Груев)
- Païssi de Hilendar (Паисий Хилендарски)
- Vassil Kàntxov (Васил Кънчов)
- Batxo Kiro (Бачо Киро)
- Gavril Kràstevitx (Гаврил Кръстевич)
- Ilarion Makariopolski (Иларион Макариополски)
- Nikola Mihàilovski (Никола Михайловски)
- Konstantín Miladínov (Константин Миладинов)
- Dimítar Miladínov (Димитър Миладинов)
- Grigor Parlítxev (Григор Пърличев)
- Nedelia Petkova (Неделя Петкова)
- Neófit Rilski (Неофит Рилски)
- Hristo Stambolski (Христо Стамболски)
- Andrei Pétkovitx (Андрей Петкович)
- Emanuïl Vaskidovitx (Емануил Васкидович)
- Sofroni de Vratsa (Софроний Врачански)
- Krastio Pixurka (Кръстьо Стоянов Пишурка)